# Всеобщие выборы в Палау (2012)
Всеобщие выборы в Республике Палау проходили 6 ноября 2012 года. На них избирались президент и депутаты Национального Конгресса Палау. Президент страны Джонсон Торибионг уступил Томасу Ременгесау и признал поражение.

## Избирательная система
Президент республики избирается абсолютным большинством голосов.
16 членов Палаты депутатов избираются по одномандатным округам, соответствующим штатам Палау по системе относительного большинства. Члены верхней палаты парламента Сената избираются в едином национальном избирательном округе голосованием по списку. Каждый избиратель имеет 13 голосов, которые он может отдать кандидатам из общего списка. 

## Регистрация избирателей
Перед выборами 2012 года было зарегистрировано 15 305 граждан Палау, что было на 1516 избирателей больше, чем на выборах 2008 года.

## Результаты

### Президентские выборы
| Кандидат            | Голосов | %    |
| ------------------- | ------- | ---- |
| Томас Ременгесау    | 4682    | 58,0 |
| Джонсон Торибионг   | 3394    | 42,0 |
| Всего               | 8076    | 100  |
| Источник: Adam Carr |         |      |

### Выборы вице-президента
| Кандидат      | Голосов | %     |
| ------------- | ------- | ----- |
| Кераи Мариур  | 3769    | 47,99 |
| Антонио Беллс | 4085    | 52,01 |
| Всего         | 7854    | 100   |
| Источник: OTV |         |       |